# Okres Praha-západ
Okres Praha-západ je okres ve Středočeském kraji. Sídlem jeho dřívějšího okresního úřadu byla Praha, která ovšem sama nikdy nebyla jeho součástí. Vymezení okresu je totožné s územím správního obvodu obce s rozšířenou působností Černošice.
Území okresu obepíná ze západu a jihu hlavní město Prahu, jinak jsou jeho sousedy další okresy Středočeského kraje. Na severovýchodě a jihovýchodě je to okres Praha-východ, na jihu okresy Benešov a Příbram, na západě okresy Beroun a Kladno a na severu okres Mělník.

## Charakteristika okresu
Okres Praha-západ má v celém kraji nejmenší rozlohu, ale nejvyšší hustotu zalidnění. Spolu s okresem Praha-východ mají výjimečné postavení, zcela obklopují českou metropoli a tvoří tak nejbližší zázemí pro pražskou aglomeraci. Obyvatelé okresu často dojíždějí do Prahy kvůli zaměstnání a zde naopak v rámci procesu tzv. suburbanizace probíhá masivní výstavba zejména rodinných domů pro ekonomicky silné obyvatelstvo hlavního města.
Největšími městy okresu jsou Jesenice (10 tisíc obyvatel), Roztoky (9 tisíc obyvatel), Hostivice (9 tisíc obyvatel) a Černošice (8 tisíc obyvatel). S ohledem na to je nezvyklé, že až na podle počtu obyvatel čtvrtá největší obec jsou Černošice jedinou obcí s rozšířenou působností pro celý okres Praha-západ. Její správní obvod se dále člení na šest správních obvodů obcí s pověřeným obecním úřadem (Černošice, Hostivice, Jesenice, Jílové u Prahy, Mníšek pod Brdy a Roztoky).
Ačkoli území okresu tvořila k roku 2019 z 57,7 % zemědělská půda a z 27,6 % lesy, zemědělství zde není příliš rozvinuté a nejčastějším využitím jeho území je individuální rekreace. Ani průmysl nehraje zásadní roli, významnějším je jen hutnictví neželezných kovů a výroba stavebních hmot. Okresem prochází silnice vedoucí do Prahy ze západu a z jihu: dálnice D0, D1, D4, D5, D6 a D7 a silnice I. třídy I/4 a I/6. Dále jsou to silnice II. třídy II/101, II/102, II/104, II/105, II/106, II/115, II/116, II/240, II/241, II/242, II/201, II/603 a II/605. Železniční tratě procházející tímto okresem jsou : Praha–Děčín, Praha–Plzeň, Hostivice–Podlešín, Praha – Lužná u Rakovníka – Chomutov/Rakovník, Praha – Rudná u Prahy – Beroun, Praha – Vrané nad Vltavou – Čerčany/Dobříš, Praha-Smíchov – Hostivice, Rudná u Prahy – Hostivice. 
Okresem protékají řeky Vltava, Sázava, Berounka a Kocába. Nejvyšším místem jsou Hřebeny v Brdech (550 m n. m.) a nejnižším Libčice nad Vltavou (170 m n. m.). Částečně sem zasahuje chráněná krajinná oblast Český kras, mj. i národní přírodní památkou Černé rokle, kromě ní je v kaňonu Sázavy další národní přírodní památka Medník. Na území okresu se také nacházejí četné památky na dřívější neolitické kultury, např. Černý Vůl, Řivnáč či Kněževes. Staročeskou historii připomíná národní kulturní památka Levý Hradec nebo hrad Okoř. Druhou národní kulturní památkou na území okresu je park u průhonického zámku, který byl v roce 2010 zapsán do seznamu světového dědictví UNESCO.

## Obyvatelstvo
| Rok  | Obyv.  | ± %    |
| ---- | ------ | ------ |
| 1961 | 80 572 | —      |
| 1970 | 77 747 | −3,5 % |
| 1980 | 77 428 | −0,4 % |
| 1991 | 74 265 | −4,1 % |

| Rok  | Obyv.   | ± %     |
| ---- | ------- | ------- |
| 2001 | 82 404  | +11 %   |
| 2011 | 131 231 | +59,3 % |
| 2021 | 161 593 | +23,1 % |

## Seznam obcí a jejich částí

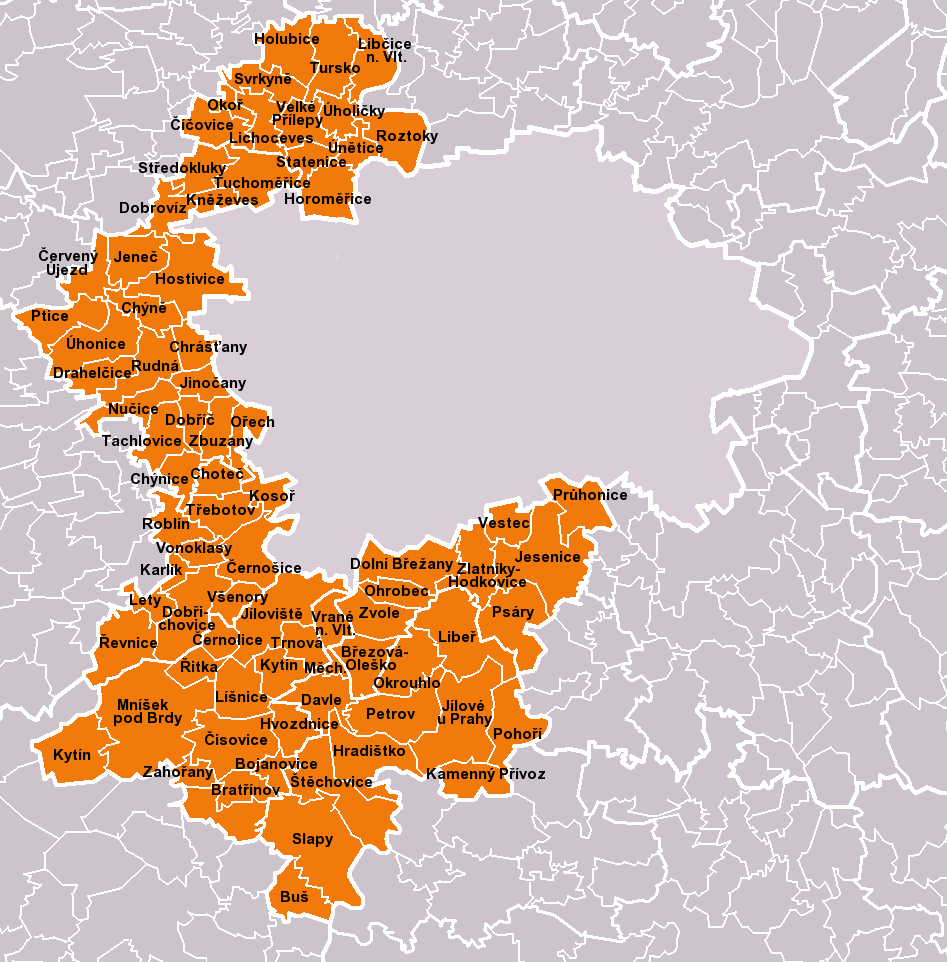
Rozsah okresu Praha-západ, platný od roku 2007, s vyznačenými hranicemi a názvy obcí

Města jsou uvedena tučně, městyse kurzívou, části obcí malince.

Bojanovice (Malá Lečice • Senešnice) •
Bratřínov •
Březová-Oleško (Březová • Oleško) •
Buš •
Černolice •
Černošice •
Červený Újezd •
Číčovice •
Čisovice (Bojov) •
Davle (Sázava • Sloup) •
Dobrovíz •
Dobříč •
Dobřichovice •
Dolní Břežany (Jarov • Lhota • Zálepy) •
Drahelčice •
Holubice (Kozinec) •
Horoměřice •
Hostivice (Břve) •
Hradištko (Brunšov • Pikovice • Rajchardov) •
Hvozdnice •
Choteč •
Chrášťany •
Chýně •
Chýnice •
Jeneč •
Jesenice (Horní Jirčany • Osnice • Zdiměřice) •
Jílové u Prahy (Borek • Kabáty • Luka pod Medníkem • Radlík • Studené • Žampach) •
Jíloviště •
Jinočany •
Kamenný Přívoz (Hostěradice • Kamenný Újezdec • Žampach) •
Karlík •
Klínec •
Kněževes •
Kosoř •
Kytín •
Lety •
Libčice nad Vltavou •
Libeř (Libeň) •
Lichoceves (Noutonice) •
Líšnice •
Měchenice •
Mníšek pod Brdy •
Nučice •
Ohrobec •
Okoř •
Okrouhlo (Zahořany) •
Ořech •
Petrov (Bohuliby • Chlomek) •
Pohoří (Chotouň • Skalsko) •
Průhonice (Rozkoš) •
Psáry (Dolní Jirčany) •
Ptice •
Roblín (Kuchařík) •
Roztoky •
Rudná •
Řevnice •
Řitka •
Slapy •
Statenice (Černý Vůl) •
Středokluky •
Svrkyně (Hole) •
Štěchovice (Masečín • Třebenice) •
Tachlovice •
Trnová •
Třebotov (Kala • Solopisky) •
Tuchoměřice •
Tursko •
Úholičky •
Úhonice •
Únětice •
Velké Přílepy •
Vestec •
Vonoklasy •
Vrané nad Vltavou •
Všenory •
Zahořany •
Zbuzany •
Zlatníky-Hodkovice (Hodkovice • Zlatníky) •
Zvole (Černíky)

### Změna hranice okresu
Od 1. července 1974 do 31. prosince 1995 byly v okrese Praha-západ také obce ze současného okresu Benešov:
- Krňany
- Lešany
- Vysoký Újezd
- Rabyně

Do 31. prosince 2006 byla v okrese Praha-západ ještě obec:
- Dolany – nyní okres Mělník